# Zoolea orbus
Zoolea orbus es una especie de mantis de la familia Mantidae.

## Distribución geográfica
Se encuentra en la Guyana